# Тепаче (напиток)
Тепаче (исп. tepache) — слабоалкогольный ферментированный напиток, традиционный для Мексики. Обычно имеет низкий уровень алкоголя (менее 1 %). По вкусу напоминает пиво, но сладкое. Его можно сравнить с чичей в Южной Америке и отдаленно с квасом в кухне славянских народов.
Слово «тепаче» происходит из языка науатль, где «тепиатль» означает «кукурузный напиток». Обычай готовить этот напиток из кукурузы сохраняется в некоторых общинах коренных народов Мексики.
Однако в настоящее время тепаче обычно готовят из сока и мякоти различных видов сладких плодов, таких как ананас, гуава, яблоко, опунция индийская или апельсин, которые оставляют ферментироваться в течение нескольких дней. В зависимости от количества сахара в смеси, если оставить её бродить на большее количество дней, получается напиток с повышенным уровнем алкоголя, но его горечь и кислотность также увеличатся. Если напиток будет бродить слишком долго, то превратится в уксус.
Тепаче употребляют холодным, с добавлением панелы или коричневого сахара, а иногда приправляют порошком из перца чили.